# Pálfiszeg, Zala
Pálfiszeg  este un sat în districtul Zalaegerszeg, județul Zala, Ungaria, având o populație de 160 de locuitori (2011). 

## Demografie
Componența etnică a satului Pálfiszeg
     Maghiari (90%)
     Romi (10%)
Componența confesională a satului Pálfiszeg
     Romano-catolici (44,38%)
     Reformați (31,25%)
     Necunoscută (24,38%)
Conform recensământului din 2011, satul Pálfiszeg avea 160 de locuitori. Din punct de vedere etnic, majoritatea locuitorilor (90,0%) erau maghiari, cu o minoritate de romi (10,0%). Nu există o religie majoritară, locuitorii fiind romano-catolici (44,38%) și reformați (31,25%). Pentru 24,38% din locuitori nu este cunoscută apartenența confesională.